# Hi-Fi Serious
Hi-Fi Serious è il gruppo album in studio del gruppo alternative rock britannico A, pubblicato nel 2002.

## Tracce
1. Nothing – 3:43
2. Something's Going On – 2:58
3. 6 O'Clock on a Tube Stop – 3:14
4. Going Down – 4:09
5. Took It Away – 3:29
6. Starbucks – 3:18
7. The Springs – 4:28
8. Shut Yer Face – 3:43
9. Pacific Ocean Blue – 3:27
10. The Distance – 3:37
11. W.D.Y.C.A.I. (Why Don't You Cry About It) – 3:27
12. Hi-Fi Serious – 5:57